# Moorrege
Moorrege – miejscowość i gmina w Niemczech w kraju związkowym Szlezwik-Holsztyn, w powiecie Pinneberg, siedziba związku gmin Geest und Marsch Südholstein.